# Leptoteleia americana
Leptoteleia americana är en stekelart som beskrevs av Lubomir Masner 1978. Leptoteleia americana ingår i släktet Leptoteleia och familjen Scelionidae. Inga underarter finns listade i Catalogue of Life.